# Grauman's Chinese Theatre
El TCL Chinese Theatre, conocido también como el Grauman's Chinese Theatre, es un teatro situado en el 6.925 de Hollywood Boulevard en Hollywood (California, Estados Unidos). 
El Chinese Theatre original fue encargado tras el éxito del cercano Grauman's Egyptian Theatre, que había abierto en 1922. Ambos fueron construidos con una arquitectura de estilo Renacimiento exótico. Construido por una sociedad encabezada por Sid Grauman durante 18 meses, a partir de enero de 1926, el teatro abrió el 18 de mayo de 1927, con el estreno de El Rey de Reyes de Cecil B. DeMille. Desde entonces en el se han estrenado numerosas películas y se han organizado muchos eventos privados, así como tres ceremonias de los Premios de la Academia. Entre las características del teatro se encuentran los bloques de hormigón colocados en el patio delantero, que llevan las firmas, huellas de pies y de manos de personalidades populares del cine desde la década de 1920 hasta la actualidad.
Originalmente llamado Grauman's Chinese Theatre, fue renombrado Mann's Chinese Theatre en 1973 y volvió a su nombre original en 2001. El 11 de enero de 2013, el fabricante chino de productos electrónicos TCL Corporation compró los derechos de nombre de la instalación por cinco millones de dólares. 
En 2013, el Teatro Chino se asoció con IMAX Corporation para convertir el lugar en un cine IMAX diseñado a medida. El teatro recientemente renovado tiene capacidad para 932 personas y cuenta con una de las pantallas de cine más grandes de Norteamérica. 

## Historia
Fue construido por el actor Sid Grauman, dueño de un tercio del local, del que igualmente eran propietarios los también intérpretes Mary Pickford, Douglas Fairbanks y Howard Schenck. Grauman también construyó el Million Dollar Theater en Los Ángeles. El arquitecto principal del Teatro Chino fue Raymond M. Kennedy, de la firma Meyer and Holler.
El edificio recuerda a una enorme pagoda china roja. En la fachada está representado un enorme dragón chino, dos Leones de Fu guardan la entrada principal y hay muchas siluetas de diminutos dragones en los laterales del tejado de cobre. Es uno de los varios teatros temáticos construidos en Hollywood Boulevard, como el Teatro Egipto y el teatro El Capitán.
El teatro se inauguró el 18 de mayo de 1927 con el estreno de la película de Cecil B. DeMille Rey de reyes.
Sid Grauman vendió su participación al productor William Fox en 1929, pero permaneció como director del teatro hasta su muerte en 1950. En 1968 fue declarado edificio histórico y cultural, y desde entonces ha sufrido varios proyectos de restauración. El teatro fue comprado en 1973 por Ted Mann, propietario de la cadena de Teatros Mann y marido de la actriz Rhonda Fleming, que cambió el nombre del teatro por Mann's Chinese Theater. El 9 de noviembre de 2001, el nombre original del teatro volvió a la fachada del edificio.
En la actualidad, el Grauman's Chinese Theatre continúa funcionando, con unas instalaciones completamente restauradas y mejoradas. Muchos estrenos de películas se realizan en el Teatro Chino, y a ellos suelen acudir multitud de celebridades.
El teatro fue sede de la ceremonia de entrega de los Premios de la Academia en tres ocasiones, entre los años 1944 y 1946 y está adyacente al Teatro Dolby, actual sede de los premios.

### Huellas

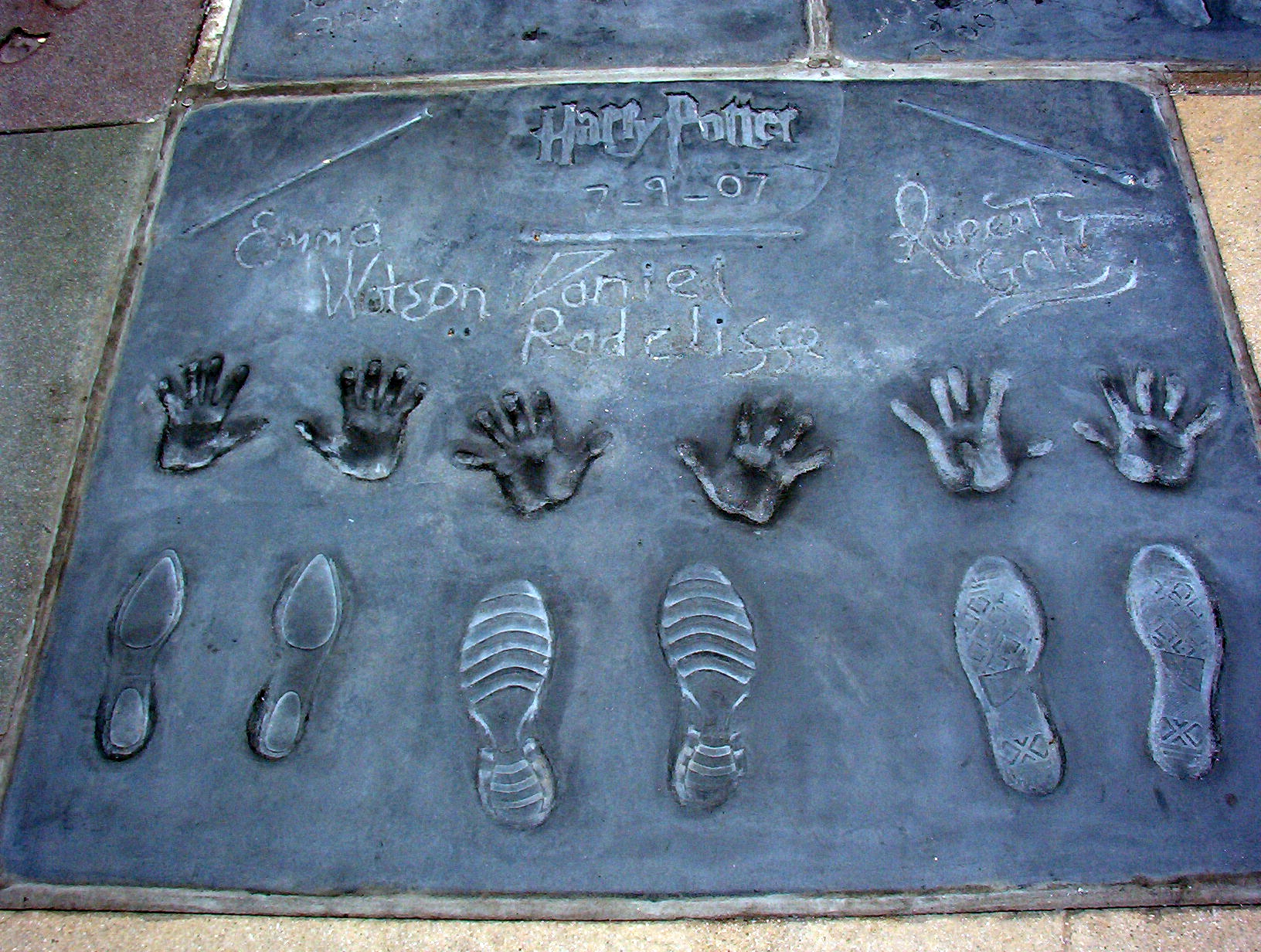
Huellas dejadas de las varitas, las manos y los pies de Emma Watson, Daniel Radcliffe y Rupert Grint en el Grauman's Chinese Theatre por la película Harry Potter.

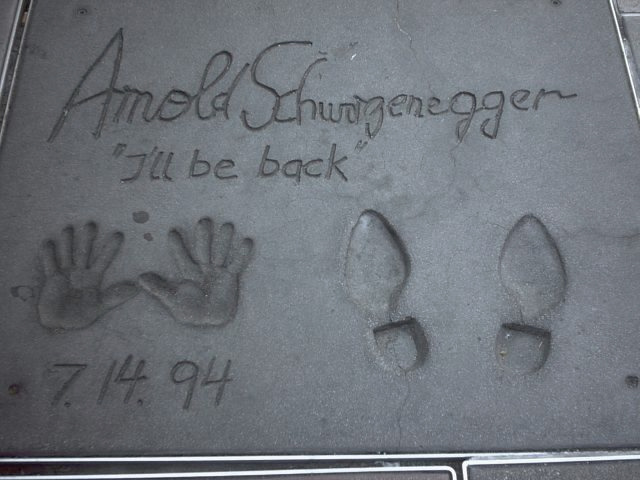
Huellas de las manos y de los pies de Arnold Schwarzenegger enfrente del Grauman's Chinese Theatre.

En el exterior del edificio, se encuentran impresas las huellas de pies y manos de multitud de artistas a los que se rinde homenaje de esta manera. Entre ellas, las de actores como Clark Gable, Rita Hayworth, Samuel L. Jackson, Sophia Loren, Marilyn Monroe o Shirley Temple. En total, hay más de 200 huellas impresas sobre el cemento.
Aunque lo más habitual ha sido siempre dejar las huellas de los pies y de las manos, también ha habido personajes que han dejado otras huellas: Harold Lloyd dejó impresas las huellas de sus gafas; Groucho Marx y George Burns dejaron las huellas de sus puros; Betty Grable inmortalizó sus piernas; John Wayne, su puño; Al Jolson, las rodillas; Sonja Henie, las cuchillas de sus patines; y las narices de Jimmy Durante y Bob Hope. Las estrellas del western William S. Hart y Roy Rogers dejaron impresas las huellas de sus armas. Y no siempre han sido personas las que han dejado impresas sus huellas: los caballos de Tom Mix («Tony»), Gene Autry («Champion») y Roy Rogers («Trigger») dejaron las huellas de sus pezuñas al lado de las estrellas que los montaron. Los actores de Harry Potter Daniel Radcliffe, Emma Watson y Rupert Grint dejaron las huellas de las varitas que usan en las películas de Harry Potter.
La única persona no relacionada con el mundo del cine que ha dejado sus huellas en el cemento frente al teatro ha sido la madre de Grauman.

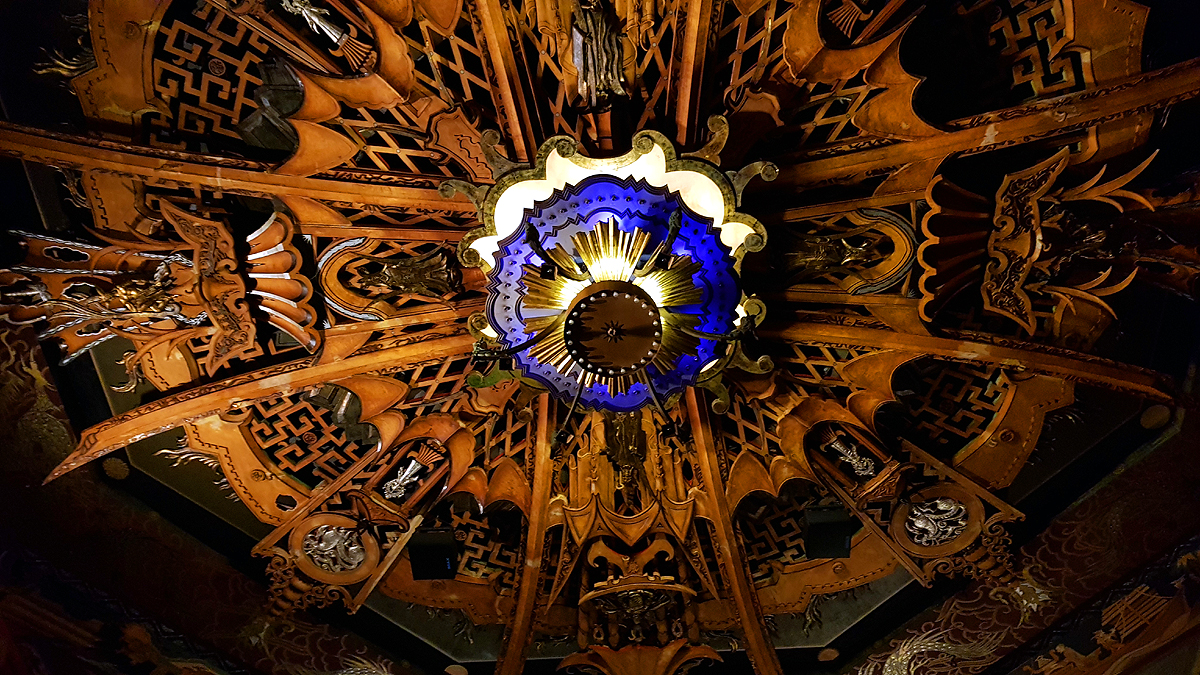
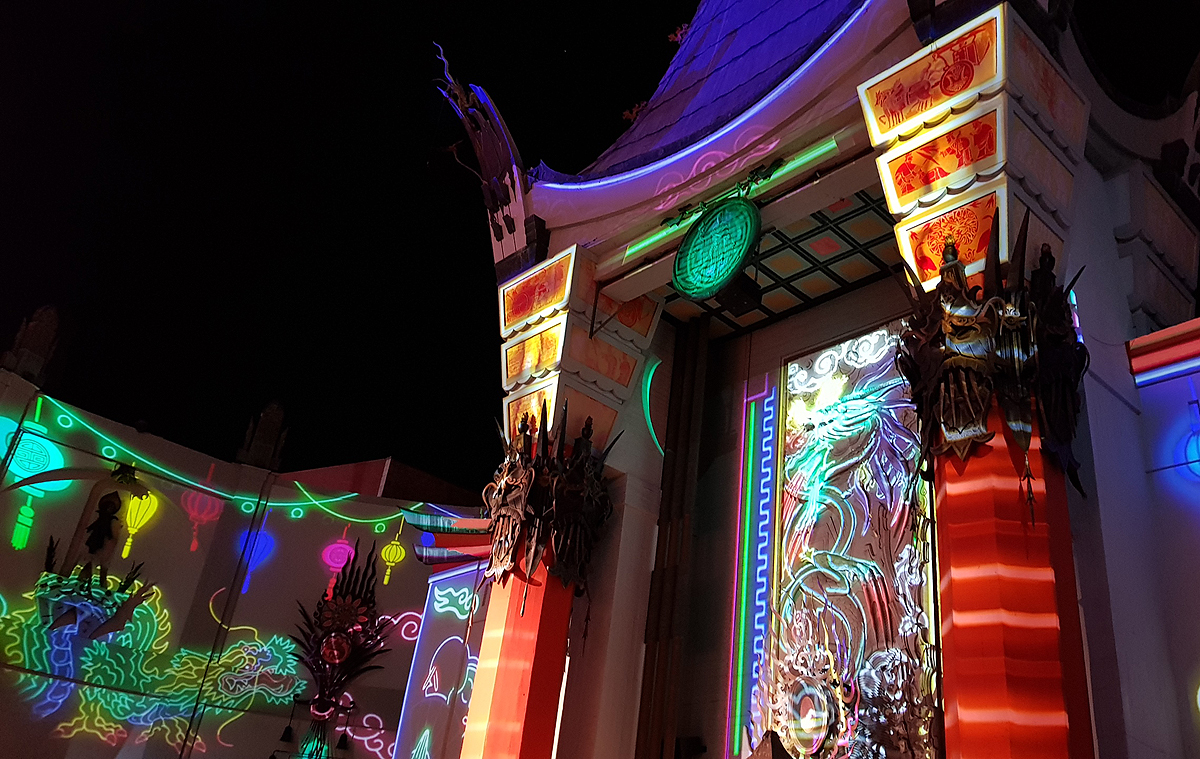
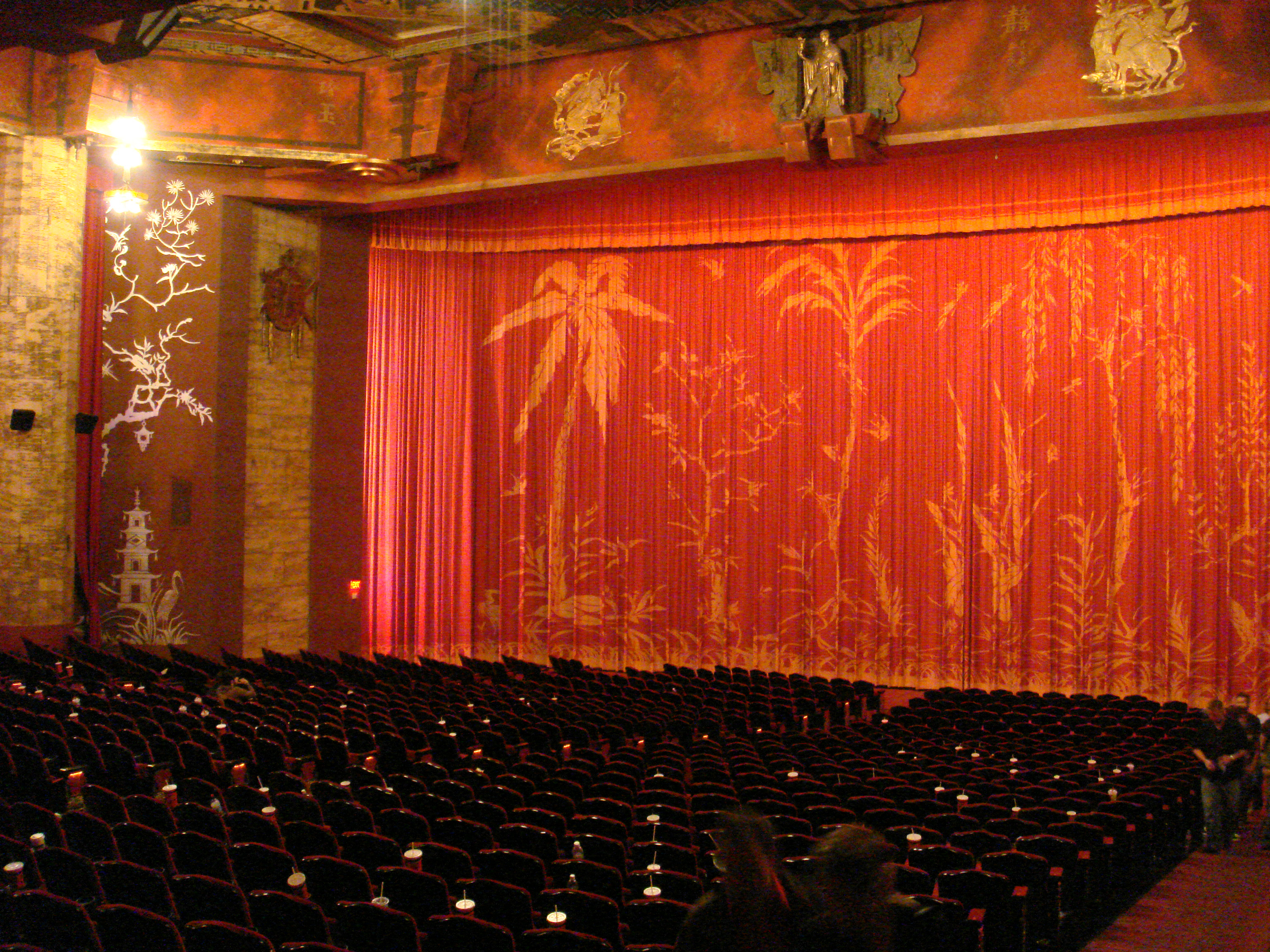

## Recreaciones
Existe una recreación a escala real de la fachada exterior y del vestíbulo del Teatro Chino en el parque temático Disney's Hollywood Studios en Walt Disney World Resort de Bay Lake (Florida). La recreación albergaba en principio la atracción conocida como The Great Movie Ride, que se inauguró con el parque el 1 de mayo de 1989 y cerró el 13 de agosto de 2017. Su atracción de reemplazo, Mickey & Minnie's Runaway Railway, se inauguró el 4 de marzo de 2020. También tiene huellas de manos de concreto dentro de las aceras de los años 1988-1995.
Se construyó una recreación a menor escala del Teatro Chino, tanto en el interior como en el exterior, en el parque temático Warner Madrid, en San Martín de la Vega, cerca de Madrid (España). El edificio muestra películas relevantes para la Warner Bros., anteriormente The Lego Movie y Storks. Durante Halloween, se muestran películas de terror para mayores de 18 años, como Viernes 13.